# 由禮門
由禮門（1538年—1590年），字中夫，號畅川，河南開封府杞縣人，民籍，明朝政治人物。

## 生平
嘉靖四十年（1561年）辛酉科河南鄉試第七十九名舉人。隆慶五年（1571年）中式辛未科會試第三百七十九名，三甲第一百八十九名進士。刑部觀政，授浙江秀水县知县，县民张子龙妻子黄氏私通僧人法相，杀害其丈夫，沉尸井中，礼门查明真相，邑人称其神明。萬曆五年（1577年）行取，擢升兵部武选司主事，十年歷升员外郎、郎中，出为漢中府知府，十七年正月升山西冀宁兵备副使，十八年改海道，未任卒。

## 家族
曾祖由通；祖父由淮；父由廷輔，萬曆四年以子礼门貴贈文林郎浙江秀水县知县，六年加赠承德郎兵部武选司主事，十五年加赠中憲大夫陕西漢中府知府。母田氏；繼母李氏。永感下。兄由義路（字正夫，隆慶四年庚午科舉人，贡士）。